# Мушковай (річка)
Мушкова́й (рос. Мушковай) — річка в Удмуртії (Увинський район), Росія, права притока Нилга.
Річка починається за 2,5 км на південний схід від присілку Пужмесь-Тукля. Тече на південний захід, потім плавно повертає на південний схід. Впадає до Нилги навпроти села Областна. Приймає декілька дрібних приток. Річище на всьому протязі має заліснені береги, у верхній течії заболочені.
Над річкою не розташовано населених пунктів, трохи віддаль розташоване село Мушковай. У середній течії збудовано автомобільний міст.